# Велика награда Азербејџана
Велика награда Азербејџана (азер. Azərbaycan Qran Prisi) је трка Формуле 1 која је одржана први пут 2017. Одржава се на Стази Баку сити, уличној стази у Бакуу, главном граду Азербејџана.

## Историја
Прва Велика награда која је одржана у Азербејџану била је Велика награда Европе 2016. која се одржала на Стази Баку сити. Годину дана касније, 2017. на истом месту је одржана прва Велика награда Азербејџана. Трка је одржана 25. јуна и била је једна од пет трка које ће се одржати на уличној стази током сезоне Формуле 1 2017, заједно са Великом наградом Сингапура, Монака, Аустралије и Канаде. Први победник Велике награде Азербејџана био је Данијел Рикардо у Ред булу.
Велика награда Азербејџана 2018. одржана је 29. априла као 4. трка сезоне и победио је Луис Хамилтон.
Велика награда Азербејџана 2019. одржана је 28. априла као 4. трка сезоне. У марту 2020. трка је одложена због пандемије ковид19, пре него што је отказана касније током године. Велика награда Азербејџана 2021. представљала је шесту трку сезоне.
Ниједан возач Формуле 1 до сада није победио у Бакуу два пута, иако је трку два пута победио Мерцедес (2018. и 2019.) и три пута Ред бул (2017, 2021. и 2022.).

## Победници

### Поновљени победници (конструктори)
Тимови означени подебљаним словима такмиче се у шампионату Формуле 1 у текућој сезони.
| Победе | Конструктор | Година           |
| ------ | ----------- | ---------------- |
| 3      | Ред бул     | 2017, 2021, 2022 |
| 2      | Мерцедес    | 2018, 2019       |

### По години
| Година | Возач             | Конструктор  | Локација        |
| ------ | ----------------- | ------------ | --------------- |
| 2022   | Макс Верстапен    | Ред бул      | Стаза Баку сити |
| 2021   | Серхио Перез      | Ред бул      | Стаза Баку сити |
| 2020   | Није одржано      | Није одржано | Није одржано    |
| 2019   | Валтери Ботас     | Мерцедес     | Стаза Баку сити |
| 2018   | Луис Хамилтон     | Мерцедес     | Стаза Баку сити |
| 2017   | Данијел Рикијардо | Ред бул      | Стаза Баку сити |

## Напомена
1. ↑  Велика награда 2016. Стаза Баку Сити је било издање Велика награда Европе.